# Fútbol en los Juegos del Pacífico Sur de 1963
El fútbol fue uno de los deportes jugados en los Juegos del Pacífico Sur 1963 que se realizaron en Suva, Fiyi, entre el 29 de agosto y el 7 de septiembre.
6 equipos participaron en los primeros Juegos del Pacífico Sur.

## Sistema de juegos
Para la primera edición de estos juegos se usó un sistema de liguilla.
- Cuatro selecciones se enfrentaron en una fase preliminar (Fiyi, Papúa Nueva Guinea, Islas Salomón y Nuevas Hébridas).
- Pasan dos y se unen a las selecciones (Nueva Caledonia y Tahití) en una semifinal.
- Los dos derrotados juegan un partido por el tercer lugar.
- Los que vencedores se enfrentan en la final.

## Equipos participantes
| Equipos participantes | Equipos participantes | Equipos participantes |
| --------------------- | --------------------- | --------------------- |
| Fiyi                  | Nueva Caledonia       | Tahití                |
| Nuevas Hébridas       | Islas Salomón         | Papúa Nueva Guinea    |

## Resultados

### Ronda preliminar
| Fecha                | Lugar      |               |                          | Resultado |                               |                    |
| -------------------- | ---------- | ------------- | ------------------------ | --------- | ----------------------------- | ------------------ |
| 29 de agosto de 1963 | Suva, Fiyi | Fiyi          | Bandera de Fiyi          | 3:1       | Bandera de Papúa Nueva Guinea | Papúa Nueva Guinea |
| 30 de agosto de 1963 | Suva, Fiyi | Islas Salomón | Bandera de Islas Salomón | 6:3       |                               | Nuevas Hébridas    |

### Semifinales
| Fecha                   | Lugar      |                 |                            | Resultado |                               |               |
| ----------------------- | ---------- | --------------- | -------------------------- | --------- | ----------------------------- | ------------- |
| 1 de septiembre de 1963 | Suva, Fiyi | Nueva Caledonia | Bandera de Nueva Caledonia | 2:1       | Bandera de Polinesia Francesa | Tahití        |
| 1 de septiembre de 1963 | Suva, Fiyi | Fiyi            | Bandera de Fiyi            | 6:0       | Bandera de Islas Salomón      | Islas Salomón |

### Tercer lugar
| Fecha                   | Lugar      |        |                               | Resultado |                          |               |
| ----------------------- | ---------- | ------ | ----------------------------- | --------- | ------------------------ | ------------- |
| 6 de septiembre de 1963 | Suva, Fiyi | Tahití | Bandera de Polinesia Francesa | 18:0      | Bandera de Islas Salomón | Islas Salomón |

### Final
| Fecha                   | Lugar      |      |                 | Resultado |                            |                 |
| ----------------------- | ---------- | ---- | --------------- | --------- | -------------------------- | --------------- |
| 7 de septiembre de 1963 | Suva, Fiyi | Fiyi | Bandera de Fiyi | 2:8       | Bandera de Nueva Caledonia | Nueva Caledonia |

| Bandera de Nueva Caledonia |
| Campeón Nueva Caledonia    |
| Primer título              |